# Raman Piatruszenka
Raman Piatruszenka (biał. Раман Пятрушэнка), ur. 25 grudnia 1980) – białoruski kajakarz. Trzykrotny medalista olimpijski.
Na igrzyskach startował dwukrotnie (IO 04, IO 08), na obu olimpiadach sięgając po medale. Pierwszy - brązowy - wywalczył w Atenach w dwójce na dystansie 500 metrów. Po kolejne - złoty w czwórce (1000 m) i ponownie brązowy w dwójce - sięgnął w Pekinie. Jego stałym partnerem jest Wadzim Machnau. Ma w dorobku kilkanaście medali mistrzostw świata, wywalczonych w latach 2002-2009 na różnych dystansach, w tym sześć złotych (2005: K-4 500 m, 2007: K-2 200 m, 2009: K-2 200 m, K-2 500 m, K-4 200 m, K-4 1000 m).